# Diffa
 Ikke at forveksle med Diffa (region).
Diffa er en by i det sydøstlige Niger, beliggende tæt på grænsen til nabolandet Nigeria. Byen har et indbyggertal (pr. 2004) på cirka 23.000.